# سوینگاروو
سوینگاروو (به صربی: Svinjarevo) یک منطقهٔ مسکونی در صربستان است که در ژاباری واقع شده‌است. سوینگاروو ۲۱۳ نفر جمعیت دارد.